# Bianka Rističević

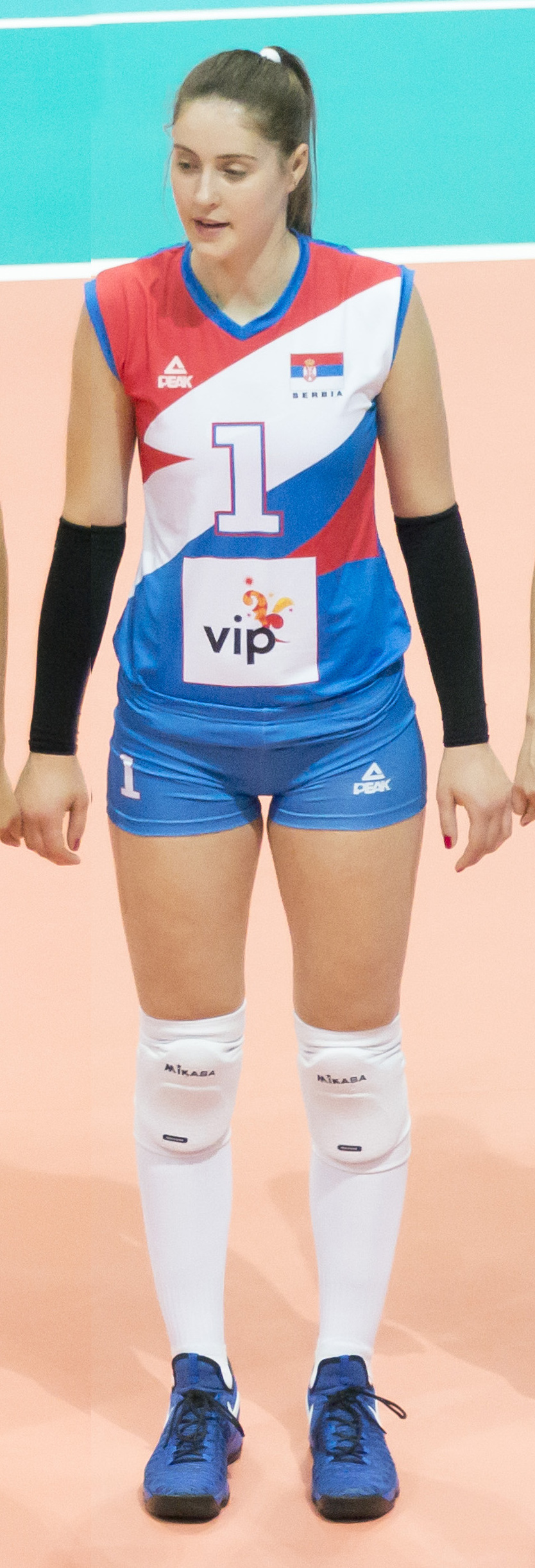
Bianka Buša reprezentantką Serbii

Bianka Rističević, panieńskie Buša (ur. 25 lipca 1994 we Vrbasie) – serbska siatkarka, reprezentantka kraju, grająca na pozycji przyjmującej.
Jej młodszy brat, Boris, również jest siatkarzem.

## Kariera klubowa
| Lata                      | Klub                            |
| 2011–2015                 | Vizura Belgrad                  |
| 2015–2015 (do 31.12.2015) | Obiettivo Risarcimento Vicenza  |
| 2016–2016 (od 02.01.2016) | CSM Târgoviște                  |
| 2016–2017                 | Metalleghe Sanitars Montichiari |
| 2017–2019                 | Chemik Police                   |
| 2019–2020                 | CS Volei Alba-Blaj              |
| 2020–2021                 | Fenerbahçe Stambuł              |
| 2021–2022 (do 10.02.2022) | Lokomotiw Kaliningrad           |
| 2022–2023                 | PTT Ankara SK                   |
| 2023–2024                 | VakıfBank Stambuł               |
| 2024–2025 (do 16.12.2024) | Aras Kargo SK                   |
| 2024– (od 17.12.2024)     | GS Panionios                    |

## Sukcesy klubowe
Liga serbska:
- 2014[6], 2015[7]
- 2012, 2013

Superpuchar Serbii:
- 2013, 2014

Puchar Serbii:
- 2015[8]

Puchar Rumunii:
- 2016

Liga rumuńska:
- 2020
- 2016

Liga polska:
- 2018

Puchar Polski:
- 2019

Liga turecka:
- 2021
- 2024[9]

Superpuchar Turcji:
- 2023[10]

Klubowe Mistrzostwa Świata:
- 2023[11]

## Sukcesy reprezentacyjne
Mistrzostwa Europy Kadetek:
- 2011

Mistrzostwa Europy Juniorek:
- 2012

Igrzyska Europejskie:
- 2015

Puchar Świata:
- 2015

Mistrzostwa Europy:
- 2017, 2019
- 2021, 2023[12]
- 2015

Igrzyska Olimpijskie:
- 2016
- 2020

Grand Prix:
- 2017

Mistrzostwa Świata:
- 2018, 2022[13]

Liga Narodów:
- 2022[14]

## Nagrody indywidualne
- 2019: Najlepsza przyjmująca turnieju finałowego Pucharu Polski